# Maximilian Manolescu
Maximilian (Max) Manolescu (22 decembrie 1902, Constanța – 30 august 1985, Paris) a fost unul dintre cei mai cunoscuți aviatori români din perioada interbelică. Instructor de zbor la Centrul de Instrucție al Aeronauticii Române (militar) din Tecuci. Evoluează în numeroase demonstrații de acrobație aeriană, fiind unul dintre membrii inițiali ai formației Dracii Roșii. În 1933 participă la primul raid aviatic românesc din Africa. Devine pilot de linie al Air France, pentru care efectuează zboruri civile pe rute în România. După al Doilea Război Mondial emigrează în Franța, unde mai zboară mulți ani în toată lumea, ca pilot de linie.

## Formarea ca pilot
Este format ca pilot în 1923 la Centrul de Instrucție al Aeronauticii Române din Tecuci. Fiind un pilot foarte bun este reținut la centru în calitate de instructor, ca și Petre Ivanovici. În 1924, împreună cu Ivanovici se perfecționează în zborul acrobatic într-un stagiu de trei luni efectuat pe avioane Spad-13 și Nieuport la Galați în escadrila de vânătoare a lt. Traian Pâclea.

## Susținerea mitingurilor aeriene

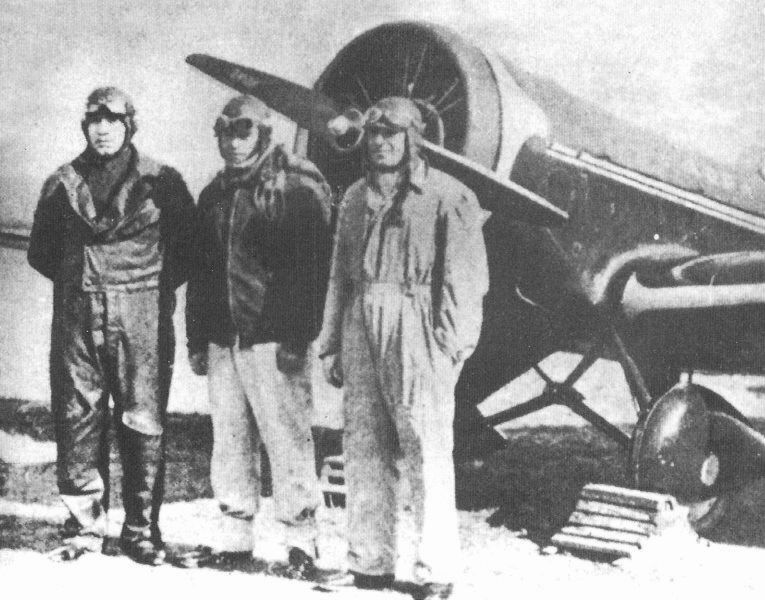
Petre Ivanovici, Mihail Pantazi și Max Manolescu în formația „Dracii Roșii”.

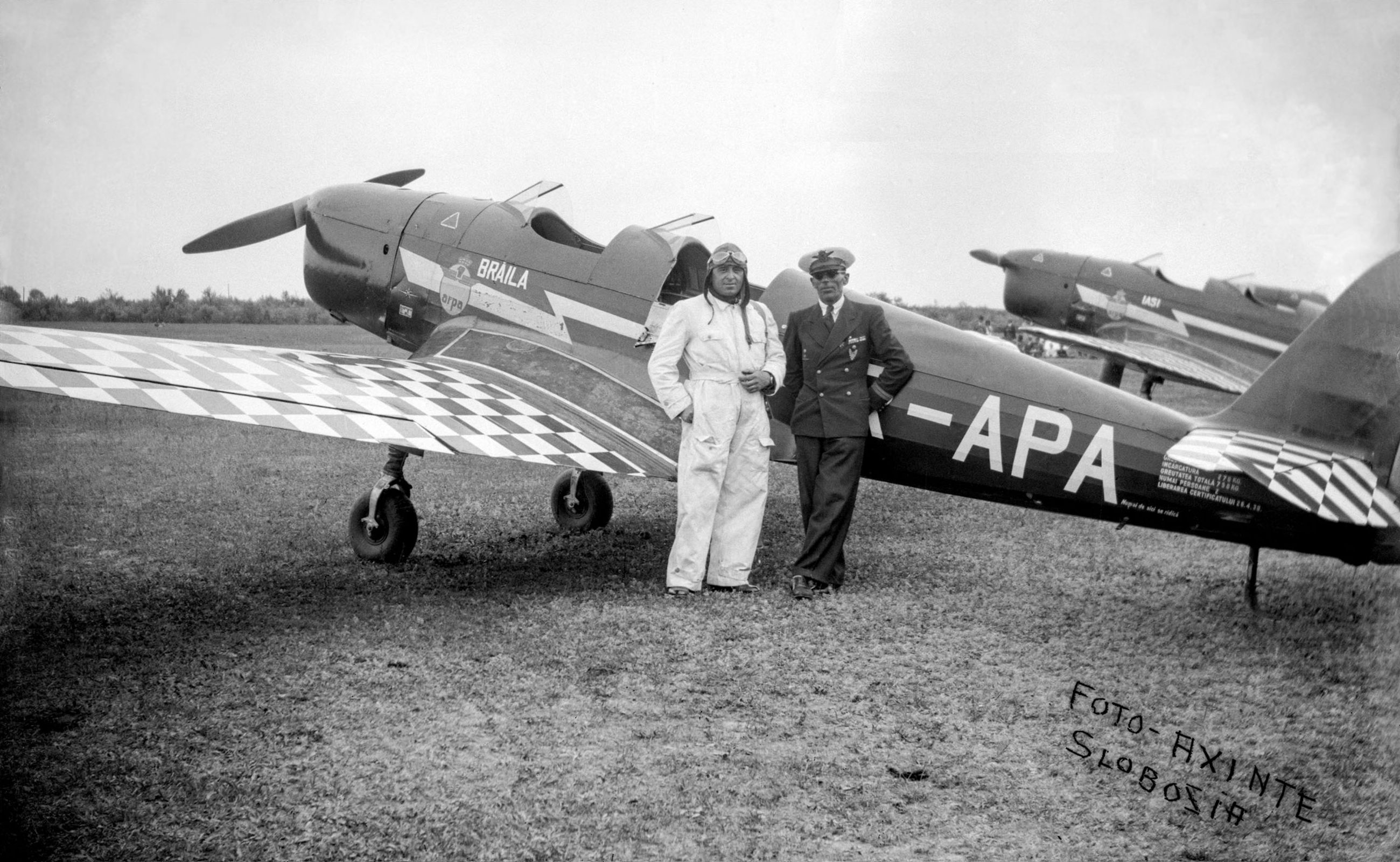
Max Manolescu cu un pilot civil în fața avionului de acrobație Brăila (Klemm Kl 35), aparținând Dracilor Roșii

Spectacolele aeriene sub formă de vânătoare de balonașe și simulări de lupte erau foarte gustate de public. Manolescu evoluează în acestea, inclusiv cu acrobație în formație. În octombrie 1930, la mitingul de la Băneasa s-au folosit avioane de tip de Havilland Moth, cap de formație fiind Mihail Romanescu, aripă dreapta Ivanovici și aripă stânga Manolescu.
În 1932 capul formației de acrobație devine căpitanul Mihail Pantazi, care era director de zbor la ARPA, iar evoluția se face pe trei avioane ICAR M23b ale ARPA, vopsite roșu. Demonstrația inaugurală este făcută la 16 octombrie, la mitingul de la Băneasa, cu care ocazie formația își capătă porecla de „Dracii Roșii”. În 1934 și 1935 vor zbura pe avioane ICAR Universal Acrobatic. În sezonul din 1937, după decesele lui Pantazi și Ivanovici în 1936, preia rolul de cap formație, însă în curând, fiind prea solicitat de faptul că era pilot de linie la Air France, cedează locul în formație căpitanului Gheorghe Grerasim, care zburase în sezonul 1936 aripă dreapta, în locul lui Ivanovici. Ulterior devine pilot de linie al LARES.

## Raidul din Africa, 1933

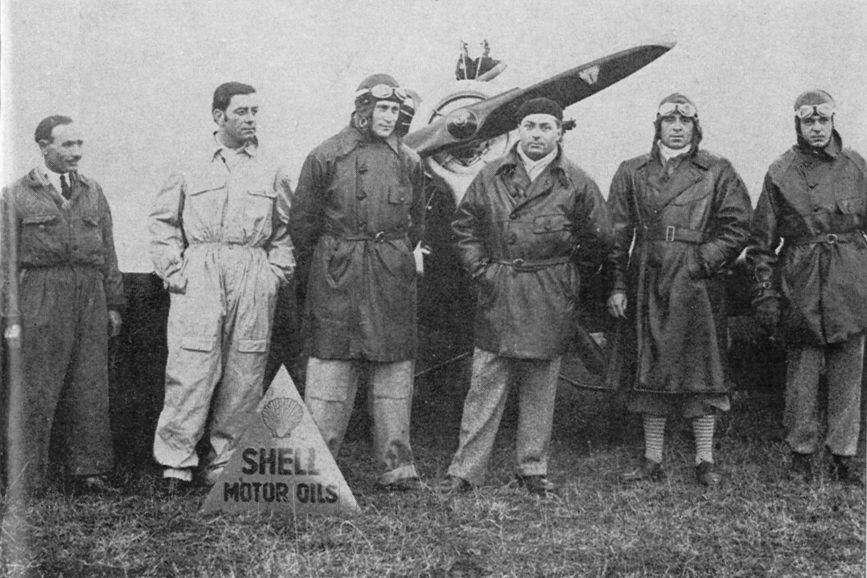
Înainte de raid: Ploeșteanu, Ivanovici, Davidescu, Cernescu, Manolescu și Pantazi.

În 1933 participă, alături de locotenent-comandorul Alexandru Cernescu, căpitanul George Davidescu, Mihail Pantazi, Petre Ivanovici și Dumitru Ploeșteanu la in raid aviatic în Africa, efectuat cu trei avioane ICAR M23b ale ARPA.
Traseul planificat era București – Istanbul – Eskișehir – Konya – Adana – Alep – Damasc – Gaza – Cairo – Luxor – Assuan – Wadi Halfa – Atbara – Khartum – Malakal – Juba – Kisumu – Nairobi – Dodoma – Mbeya – Mpika – Broken Hill – Salisbury – Bulawayo – Pietersburg – Johannesburg – Kimberley – Victoria West – Cape Town și retur.
Ajungând la Malakal, sunt prinși de o ploaie torențială. Lacul cu care sunt impregnate și husele nu pot proteja avioanele, iar placajul se moaie și se vălurește, afectând performanțele de zbor. Ca urmare, se decide întreruperea raidului și întoarcerea pe același traseu. În raid s-au parcurs peste 10 500 km.

## În timpul celui de al Doilea Război Mondial
La începutul celui de al Doilea Război Mondial a fost pilot-șef la școlile militare de aviație de la Popești-Leordeni, apoi de la Alexandria. Apoi a fost pilot de încercare (recepționer) la Industria Aeronautică Română de la Brașov, iar ca pilot de elită al LARES, a fost pilotul personal al lui Ion Antonescu. De asemenea, a continuat să evolueze la mitingurile aviatice în scop de propagandă.

## După al Doilea Război Mondial
După terminarea războiului, fiind nevoie de el, lucrează ca pilot-șef la TARS. La 3 septembrie 1947 este arestat, suspectat de trafic de valută și bijuterii, dar nu poate fi dovedit și revine la TARS. La 4 noiembrie este surprins în pregătirea unei evaziuni de persoane și de valori considerabile, printr-un control inopinat înaintea unui zbor către Milano. Aurul și valuta sunt confiscate imediat, toți cei implicați sunt arestați, dar Manolescu reușește să scape, evadând din sediul poliției. Ajutat fiind de americanii din Comisia Aliată de Control a Statelor Unite, Manolescu evadează din România pe cale terestră, trecând granița româno-ungară în zona Aradului, prin filiera lui Silviu Crăciunaș.
Ajungând în Franța, continuă să zboare, inițial pentru Transports Aeriens Intercontinentaux⁠(en)[traduceți] (TAI). Pilotând un avion Douglas DC-4 zboară pe traseele Paris – Cairo – Madagascar, Paris – Cairo – Karachi – Calcutta – Saigon, Paris – Alger – Kenya – Brazzaville, Paris – Tunis – Abidjan și în sudul Africii. Apoi, pentru Société Anonyme de Gérance et de Transport Aérien (SAGETA), pilotând un avion Douglas DC-6 prelungește traseul din Indochina la Sydney – Nouméa. De la Nouméa efectuează zboruri spre Tahiti, Los Angeles, Vancouver, New York, Montreal. A fost primul aviator român care a pilotat avioane de linie cu motoare turboreactoare în curse intercontinentale.
Pentru activitatea sa a fost decorat cu Legiunea de Onoare.
S-a retras din activitate în 1964, la 62 de ani. În carieră a acumulat 30 000 de ore de zbor și a pilotat peste 70 de tipuri de avioane, fiind unul dintre cei mai longevivi piloți. A zburat timp de 41 de ani, contrazicând pronosticul doctorului Victor Anastasiu, care în 1923 i-a prezis doar doi ani de carieră din cauza tensiunii ridicate (18/11).